# Passiflora antioquiensis
Passiflora antioquiensis es una especie de planta perteneciente a la familia Passifloraceae. Es nativa de Colombia y es nombrada por Antioquia un Departamento en Colombia donde la especie tipo fue colectada.

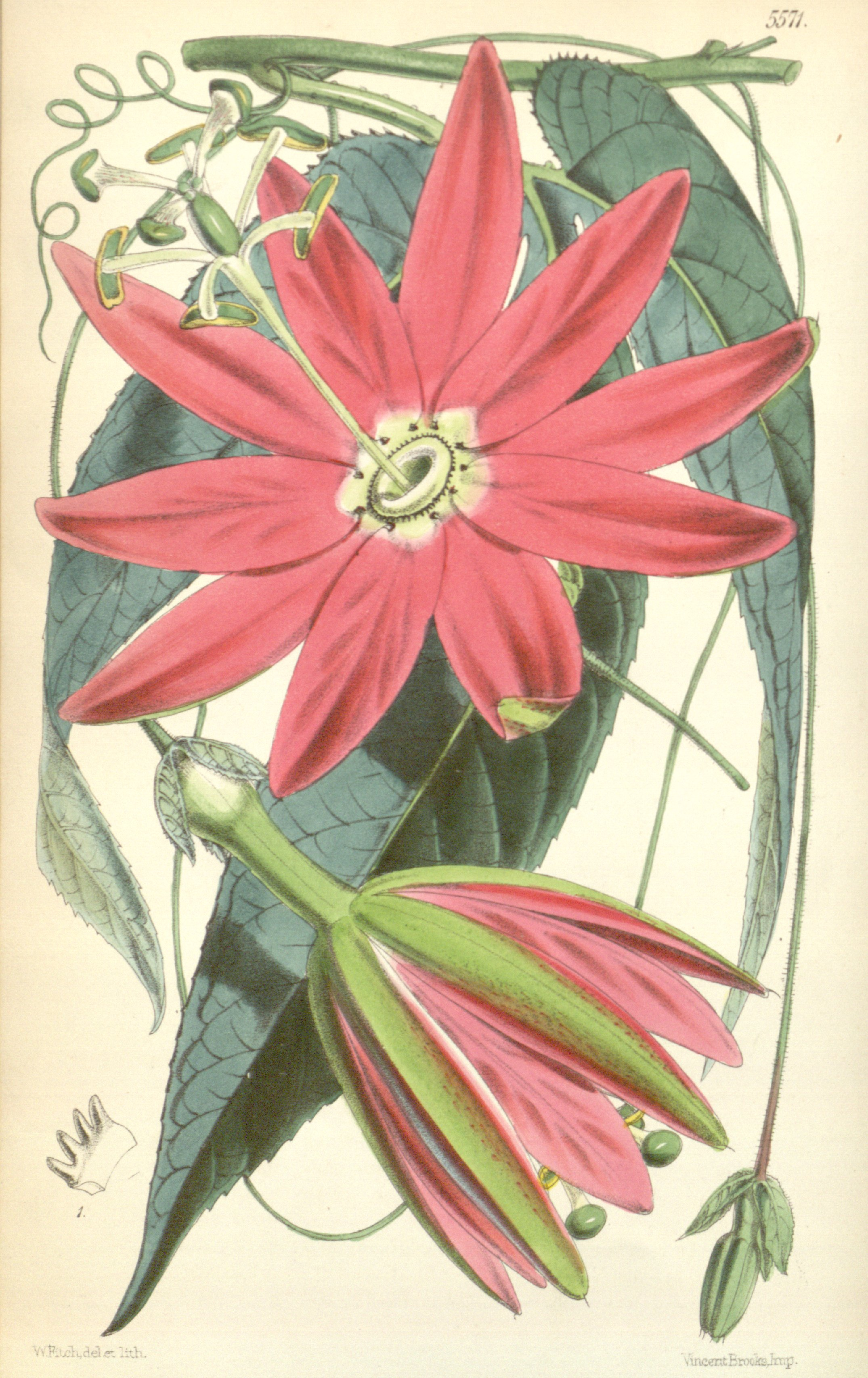
Ilustración

## Taxonomía
Passiflora antioquiensis fue descrita por Gustav Karl Wilhelm Hermann Karsten y publicado en Linnaea 30: 162. 1859[1860].
Etimología
Passiflora: nombre genérico que fue adoptado por Linneo en 1753 y significa "flor de la pasión" (del latín passio = "pasión" y flos = "flor"), fue otorgado por los misioneros jesuitas en 1610, debido a la similitud de algunas partes de la planta con símbolos religiosos de la Pasión de Cristo, el látigo con el que fue azotado = "zarcillos", los tres clavos = ""estilos"; estambres y la corola radial = la corona de espinas.
antioquiensis: epíteto geográfico que alude a su localización en el Antioquia.
Sinonimia
- Passiflora antioquiensis var. trisecta H. Karst.
- Passiflora vanvolxemii (Hook.) Triana & Planch.
- Tacsonia vanvolxemii Hook.
- Tacsonia volxemii N. Funck[4]